# Block 44

Block 44 är en svensk hiphopgrupp bildat av tvillingbröderna Patrik Öberg alias Galanzy och Tomas Öberg alias Poet från Umeå, Västerbotten. Bandnamnet kommer från det kollegieblock där de första låttexterna skrevs ner.
I samband med att albumet Nästan Nostalgi släpptes 2007, gjorde Block 44 en omfattande Sverigeturné, då man avverkade 17 städer på 20 dagar, från Kiruna i norr till Linköping i söder.
2010 upphörde bandet Block 44. Dock släpptes det man trodde skulle bli det sista, och femte, studioalbumet Nästan Nostalgi redan 2007. Efter det har två samlingsalbum, Ridån Faller Ner, 2010 och ARKIVET, 2012, släppts. Block 44 gjorde sin sista officiella spelning på E4 i Skellefteå, november 2009, innan pausen från artistlivet.
Sommaren 2013 återförenades Block 44 för ytterligare ett studioalbum, Isdjungeln , som släpptes den 5 juni 2013. Våren 2014 var Block 44 åter tillbaka på livescenen genom en spelning på Umeå Open. Spelningen direktsändes i P3. Efter det har bröderna spelat på Berns Salonger i Stockholm och Kulturnatta i Umeå. Den 3 november 2014 släpptes albumet Kamouflage, Den 17 augusti 2015 släpptes Pansarhjärta . Senaste EP:n, Loopa min takt, släpptes den 28 november 2016. Därefter har ett par singlar släppts, bl. a. i samarbete med Fronda och senare med Jon Henrik Fjällgren

## Album/Singlar
- "Hand i hand" med Jon Henrik Fjällgren (Singel, 2022)
- "Status" (Singel, 2020)
- "Man av mitt ord" (Singel, 2019)
- "Folkfesten" (Album 2018)
- "Dominobrickor / 12h - Bonus track" (Singel, 2018)
- "BDG" med Fronda (Singel, 2017)
- "ÄKTA" (Singel, 2017)
- "Från noll" (Singel, 2017)
- "Loopa min takt" (Album, 2016)
- "Svärdet i stenen" med Fronda, Daniel Lindström (Singel, 2016)
- "14 augusti" (Singel, 2016)
- "Hel" (Singel, 2016)
- "Kliver över liken" (Street Singel, 2016)
- "Pansarhjärta" (Album, 2015) 
  - "Står du med mig" (Singel. 2015)
  - "Pansarhjärta" (Singel, 2015)
  - "Nuet/Gör det rätt" (Street Singel), 2015)
- "Kamouflage" (Album, 2014)
  - "Bara för i dag" (Singel, 2014)
  - "Du ger mig liv" (Singel, 2014)
- "Isdjungeln" (Album, 2013)
- "ARKIVET" (Samlingsalbum, 2012)
- "Ridån faller ner (Best of)" (Samlingsalbum, 2010)
- "Nästan Nostalgi" (Album, 2007)
  - "Somliga" (Singel, 2007)
  - "Kan inga moves / Andas" (Singel, 2007)
- "Straffad" (Street Singel, 2006)
- "Tidsmaskinen" (Album, 2006)
  - "Identitet iskall! (Singel, 2006)
- "I skuggan av Tellus" (Album, 2005)
  - "I skuggan av Tellus" (Singel, 2005)
  - "Kashen" (Singel, 2005)
- "Dubbelmoralen" (EP, 2004)
  - "Vilsen" (Street Singel, 2004)
  - "Tillbaka till livet" (Street Singel, 2004)
- "Fortissimo" (Album, 2004)
  - "Större perspektiv" (Singel, 2004)